# Guido Pennelli
Guido Nicolás Pennelli (Buenos Aires, 19 de agosto de 1994) es un actor, cantante y compositor argentino. Es conocido por sus apariciones en series y telenovelas infantojuveniles, en las cuales interpretó el papel de Fernando «Fercho» Bulasini en Chiquititas (2006), Sebastián en Peter Punk (2011-2013), donde también formó parte de la banda derivada Rock Bones y Ezequiel Correa en Once (2017-2019).

## Biografía
Guido Pennelli nació en Barracas, Buenos Aires el 19 de agosto de 1994. Sus tío abuelos, los hermanos Juan Pedro y Juan Antonio Filipovich, integraron en la década de los '60 la banda de cumbia Los 5 del ritmo, en la parte de la percusión. Su padre también tocaba el órgano. A la edad de cinco años, Guido empezó a tomar clases de batería. A los seis años, comenzó a participar de varias producciones publicitarias. Descubrió que quería ser actor gracias a su hermano mayor, Dante Pennelli, quien ya trabajaba en el mundo de la actuación.

## Carrera profesional
En 2003, Pennelli realizó su primera participación en televisión apareciendo en la serie argentina Dr. Amor y al año siguiente formó parte del programa Guinzburg & Kids. En 2005, interpretó a Axel en la segunda temporada de la telenovela argentina Floricienta, y al joven Marcos Sinclair en la serie de televisión Amor mío.
En 2006, formó parte del elenco infantil de la telenovela Chiquititas interpretando a Fernando «Fercho» Bulasini. En 2007, formó parte del elenco protagónico de la comedia argentina B&B. En 2011, se sumó a la serie de televisión Peter Punk donde interpretó a Sebastián. En la ficción, los protagonistas conformaron una banda de rock llamada Rock Bones, la cual también apareció en series como Cuando toca la campana,  Violetta y Toma 2 con Phineas y Ferb. Luego de finalización de la serie, la banda continuó realizando shows bajo el nuevo nombre de Primantes.
En 2014, volvió a actuar en una telenovela argentina Somos familia de Telefe, interpretando a Gasparini. En 2015, tuvo su primera participación teatral en la comedia El club del chamuyo que se presentó en el Teatro Porteño y que luego también evolucionó para convertirse en una comedia web juvenil con el mismo nombre.
En 2016, incursionó en el mundo de la radio oficiando como conductor en el programa Media pila, un programa semanal en el que participó por tres temporadas (2016-2018). En 2017, volvió a participar en una serie de televisión en colaboración con Disney XD. La serie se llamó Once. Pennelli interpretó al portero Ezequiel Correa en las tres temporadas que duró la serie (2017-2019). En 2018, además, creó su propio canal de YouTube. En 2019, participó del documental de ficción con temática científica llamado Hay un espacio entre nosotros, una serie con seis episodios coproducida con el Instituto Nacional de Cine y Artes Audiovisuales y Nativa y en la que interpreta a Tomás.
Durante los siguientes años, Pennelli estuvo grabando diferentes series que serían lanzadas recién en el año 2023 a causa del COVID-19. Freeks de Disney+, fue una de ellas, donde interpretó como papel protagónico a Gaspar Fernández, músico y líder de una banda de rock. También, fue parte del elenco durante la segunda temporada del drama juvenil y musical Días de gallos, producida por HBO Max, como David, un mánager musical. Finalmente, llegó al cine gracias al largometraje de ficción 29 horas y media, poniéndose en la piel de Daniel Melingo, músico y cantante de rock argentino para recrear la grabación de La dicha en movimiento, el álbum debut de la banda argentina Los Twist.

## Carrera musical
Colaboró como autor y compositor en canciones para varios programas televisivos, como por ejemplo, en la serie Once, en canciones como «Come On» y «BB» del Álbum Pasó el Tiempo de la Banda Rock Bones de la serie de televisión Peter Punk y luego en las canciones que la banda publicó llevando el nombre de Primantes. También compuso junto a Sebastián Athié la canción «Sentirse bien», del álbum Grita de la serie televisiva Bia.
El 24 de agosto de 2023 el actor decidió presentarse al mundo con un nuevo nombre artístico: Wido, nombre con el que comenzó su carrera como músico solista. Ese mismo día presentó su primer sencillo «Ese Mood» que fue publicado en diferentes plataformas digitales.

## Vida personal
En 2011, cuando tenía 17 años y mientras grababa Peter Punk, una compleja enfermedad lo obligó a frenar:

Tenía leucemia [...] Estuve varios meses internado, haciendo un tratamiento bastante heavy, y no podía salir ni hacer otra cosa. Desde Disney [...] me dijeron 'te damos el tiempo, recuperáte y, cuando vuelvas, ahí va a estar tu lugar en la banda'. Y así fue, cuando me curé y volví, hicimos un Luna Park.

## Filmografía

### Cine
| Año  | Título           | Papel          | Dirección             |
| ---- | ---------------- | -------------- | --------------------- |
| 2025 | 29 horas y media | Daniel Melingo | Maximiliano Gutiérrez |

### Televisión
| Año       | Título                        | Papel                      | Notas                   |
| --------- | ----------------------------- | -------------------------- | ----------------------- |
| 2003      | Dr. Amor                      | Niño pordiosero            |                         |
| 2004      | Guinzburg & Kids              | Él mismo                   |                         |
| 2005      | Floricienta                   | Axel                       |                         |
| 2005      | Amor mío                      | Marcos Sinclair (joven)    |                         |
| 2006      | Chiquititas                   | Fernando «Fercho» Bulasini |                         |
| 2008      | B&B                           | Juanse Fontainebleau       |                         |
| 2011-2013 | Peter Punk                    | Sebastián                  |                         |
| 2012      | Cuando toca la campana        | Sebastián                  | Episodio: «Rock Clones» |
| 2013-2014 | Violetta                      | Sebastián                  |                         |
| 2014      | Somos familia                 | Gasparini                  |                         |
| 2017-2019 | Once                          | Ezequiel Correa            |                         |
| 2020      | Hay un espacio entre nosotros | Tomás                      |                         |
| 2023      | Días de gallos                | David                      |                         |
| 2023      | Freeks                        | Gaspar Fernández           |                         |

## Teatro
| Año  | Título               | Papel     | Lugar              |
| ---- | -------------------- | --------- | ------------------ |
| 2015 | El club del chamuyo  | Ken       | Teatro Porteño     |
| 2023 | Convivencia obligada | Emma      | Teatro Multiescena |
| 2025 | Irina en terapia     | Psicólogo | Microteatro        |

## Radio
| Año       | Título     | Papel   | Emisora                      |
| --------- | ---------- | ------- | ---------------------------- |
| 2016-2018 | Media pila | Locutor | Radio y Punto / FM Late 93.1 |

## Discografía
Canciones
| Año       | Sencillo           | Notas      |
| --------- | ------------------ | ---------- |
| 2011-2014 | «Come On»          | Rock Bones |
| 2011-2014 | «BB»               | Rock Bones |
| 2020      | «Sentirse bien»    | Bia        |
| 2023      | «Ese Mood»         | Wido       |
| 2023      | «Pensar»           | Wido       |
| 2024      | «Todo lo que pasa» | WIDO       |
| 2024      | «INSOPORTABLE»     | WIDO       |